# وليام هارفيل
وليام هارفيل (بالإنجليزية: William Harvell) مواليد 25 سبتمبر 1907 في فارنهام، سري، إنجلترا، المملكة المتحدة - الوفاة 13 مايو 1985 في بورتسموث، كان دراج إنجليزي في صنف سباق الدراجات على المضمار. سبق أن شارك في دورة الألعاب الأولمبية الصيفية وفاز بميدالية أولمبية.

## الميداليات
| الميدالية | المسابقة                       |
| --------- | ------------------------------ |
| برونزية   | الألعاب الأولمبية الصيفية 1932 |

## روابط خارجية
- وليام هارفيل على موقع أرشيف الدراجات (الإنجليزية)
- وليام هارفيل على موقع أوليمبيديا (الإنجليزية)